# Nhà thờ của sự ra đời của Đức Trinh Nữ Maria, Biały Bór

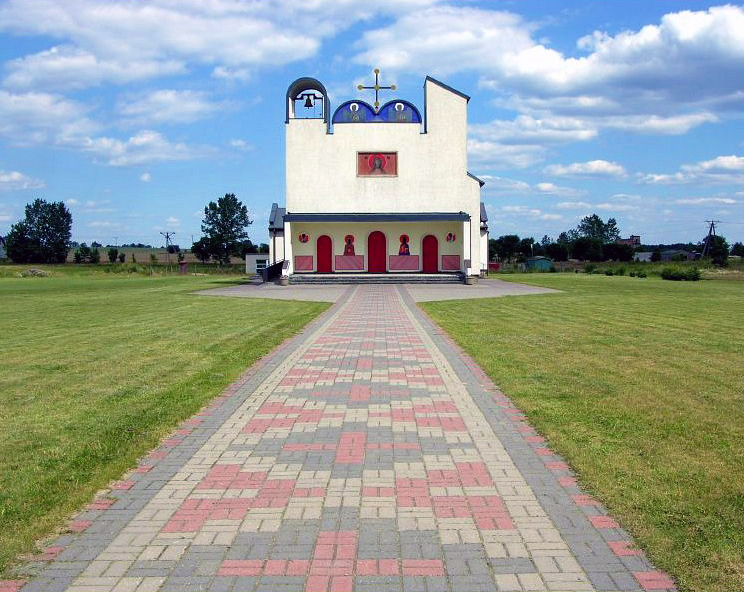
Nhà thờ sự ra đời của Đức Trinh Nữ Maria

Nhà thờ của sự ra đời của Đức Trinh Nữ Maria (Ba Lan Cerkiew Narodzenia Przenajświętszej Bogarodzicy, Ucraina Церква Різдва Богородиці) là một nhà thờ theo kiến trúc hiện đại của Giáo hội Công giáo Ukraine tại thành phố Biały Bor, trên Phố Bazylego Hrynyka, trong Zachodniopomorskie của Ba Lan.
Nhà thờ được xây dựng cho người dân Ukraine trong ngôi làng, di dời đến đây trong Chiến dịch Vistula 1947 từ nhà của họ ở phía đông nam Ba Lan.
Nhà thờ được xây dựng từ năm 1992 đến năm 1997 theo thiết kế của họa sĩ người Ba Lan, giáo sư Jerzy Nowosielski, với sự cộng tác của kiến trúc sư Bogdan Kotarba.
Nhà thờ được thiết kế theo lối kiến trúc nghiêm ngặt của các nhà thờ Thiên chúa giáo ba tầng thời kỳ đầu. Các vòm cho thấy hình ảnh của Christ Pantocrator. Khái niệm màu sắc dựa trên sự tương phản của các bức tường và trần nhà màu xanh đậm với các phân vùng màu trắng và khung cửa màu đỏ. Biểu tượng nhỏ chỉ bao gồm ba biểu tượng, được vẽ bởi Nowosielski.
Trong các cuộc hành hương, hàng ngàn tín đồ vẫn ở bên ngoài nhà thờ nhỏ, và mặt tiền chính bằng phẳng với ba cửa đóng vai trò là một biểu tượng lớn với hai biểu tượng của Thiên thần và Mạng che mặt Veronica.
Giáo xứ Công giáo Hy Lạp Biały Bór được thành lập vào năm 1957. Nó thuộc về Công giáo Eparchy của Wrocław-Gdańsk.
Tọa độ: 53°53′53,22″B 16°50′50,4″Đ / 53,88333°B 16,83333°Đ